# Der Wanderer (1925)
Der Wanderer ist ein US-amerikanisches Stummfilmdrama aus dem Jahr 1925 von Raoul Walsh mit Greta Nissen und William Collier jr in den Hauptrollen. Der Film wurde von der Famous Players-Lasky Corporation produziert und basiert auf dem Roman Der verlorene Sohn von Wilhelm Schmidtbonn und dem darauf aufgebauten Theaterstück The Wanderer von Maurice V. Samuels.

## Handlung
Der Schafhirte Jether wird von Tisha, der Priesterin der Göttin Ištar, aus seiner Heimat gelockt. Er reist in die Stadt Babylon, wo er Tisha mit Geschenken überhäuft und seinen Anteil am Vermögen seines Vaters für ein ausschweifendes Leben ausgibt. Nachdem Tisha sein Gold ausgegeben hat, wirft sie Jether hinaus. 

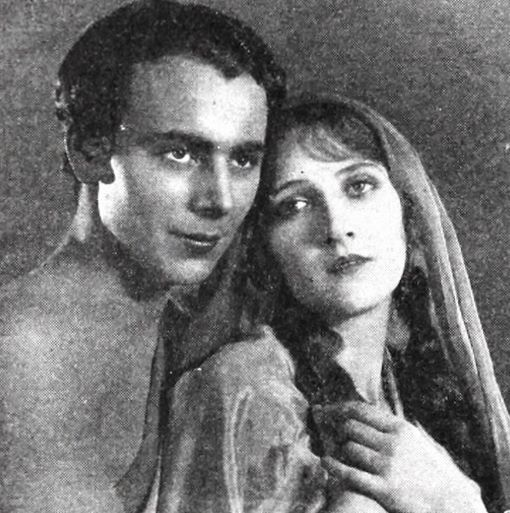
Szenenfoto mit William Collier jr. und Greta Nissen

Die Vorhersage eines Propheten über die Zerstörung der Stadt erfüllt sich während eines Banketts zu Ehren Ištars, doch Jether ist gerettet, denn er hat weder Gott verleugnet noch Ištar angebetet. Seine Rückkehr nach Hause wird von seinem Vater mit einem Freudenfest gefeiert.

## Hintergrund
Im Mai 1925 wurde berichtet, dass Kameramann Victor Milner kurz vor dem Drehabschluss von Regisseur Raoul Walshs The Prodigal Son stand. Der Titel, die englische Übersetzung des Romantitels, wurde wahrscheinlich aufgrund der Ähnlichkeit der Geschichte mit Jesus Christus‘ Gleichnis vom verlorenen Sohn im Lukasevangelium (15,11–32 ) gewählt. Einen Monat später wurde bekannt gegeben, dass der Film unter seinem endgültigen Titel The Wanderer, aufgeführt werde.

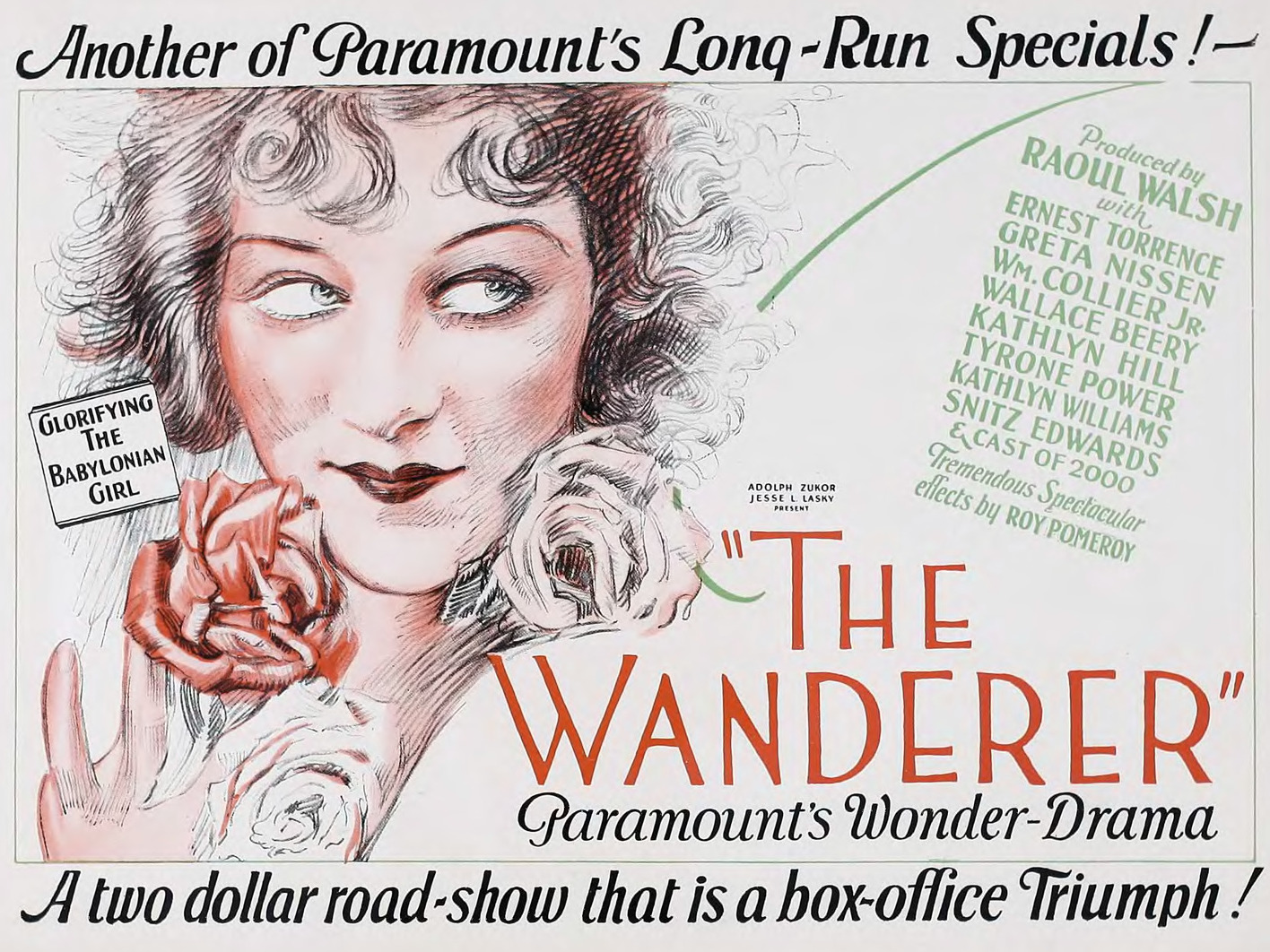
Anzeige für den Film mit der Angabe von Roy Pomeroy als Effekttechniker

William Cameron Menzies oblag die künstlerische Leitung. Howard Greer war, assistiert von Edith Head, für das Kostümbild zuständig. Laut einer Anzeige für den Film war Roy Pomeroy für die Effekte verantwortlich.
Myrna Loy gab ihr Filmdebüt.
Der Film ist nur noch unvollständig vorhanden. Von den neun Filmrollen existieren nur noch fünf.

## Veröffentlichung
Die Premiere des Films fand am 19. August 1925 in New York statt. 1926 kam er im Deutschen Reich und in Österreich in die Kinos.

## Kritiken
Mordaunt Hall bezeichnete den Film in der The New York Times als eines jener spektakulären und stark übertriebenen Dokumente, die sich hauptsächlich auf verblüffende szenische Effekte und babylonische Feste zur Unterhaltung stützen. Die Geschichte des verlorenen Sohnes sei in einem Rutsch so ausgeweitet worden, dass auf der Leinwand eine Stunde lang gezeigt werde, was in der Bibelgeschichte in acht Worten erzählt wurde. Die Bilder seien zweifellos wunderschön, und die Schauspieler schlagen sich hervorragend, was nicht überraschend ist, wenn man bedenkt, dass in dieser Aufführung Ernest Torrence, die norwegische Schauspielerin Greta Nissen, William Collier Jr., Tyrone Power, Wallace Beery und Kathlyn Williams zu sehen sind. Der Teil des Filmes, der eher unfein präsentiert wird, handele natürlich von den Irrwegen des jungen Mannes Jether.

## Auszeichnungen
1925 wurde der Film mit zwei Photoplay Awards für den Monat Oktober ausgezeichnet: für den besten Film und für den besten Darsteller (William Collier jr.)